# Cadáver exquisito
Cadáver exquisito és una pel·lícula dramàtica i de thriller psicològic argentina-espanyola-brasilera de 2022 dirigida, en el seu debut, per Lucía Vassallo. Narra la història de Clara, una jove que troba a la seva xicota sense signes vitals en la banyera i mentre està en coma intentarà reconstruir el passat d'ella, descobrint que realment no la coneixia. És protagonitzada per Sofía Gala Castiglione i Nieves Villalba. La pel·lícula es va estrenar el 9 de juny de 2022 a les sales de cinemes de l'Argentina sota la distribució de Cine Tren.

## Argument
La trama segueix a Clara (Sofía Gala Castiglione), una maquilladora que troba a la seva xicota Blanca (Nieves Villalba) surant sense signes vitals en la banyera de la seva casa. A partir d'això, se sent destrossada i per a recordar-la revisa el seu cel·lular, on descobreix uns xats que mantenia amb diferents homes. Malgrat la seva decepció, Clara comença una viatge fantasmal, físic i psíquic amb la finalitat de posseir l'ésser de Blanca.

## Repartiment
- Sofía Gala Castiglione com Clara
- Nieves Villalba com Blanca
- Rafael Spregelburd com Lucas
- Nico García com Home en el bar
- Analía Couceyro com infermera
- Lorena Vega com Andrea
- Agustín Vásquez Corbalán
- Marcela Chaves
- Lola Banfi
- Santiago Gobernori

## Recepció

### Comentaris de la crítica
La pel·lícula va aplegar crítiques mitjanament positives per part de la premsa. Juan Pablo Cinelli del diari Página/12 va puntuar a la cinta amb 7, valorant que «Vasallo aconsegueix integrar l'emocional amb el químic, en una història on la qüestió que s'aborda de fons és la dissolució de la identitat» i va elogiar la interpretació de Gala, dient que és interessant i supera un desafiament tant físic, com a mental, la qual cosa va permetre «que la seva transformació pugui funcionar com a fil conductor cap a una realitat fora del real». Pel seu costat, Ezequiel Boetti del lloc web Otros cines va destacar que la directora «construeix una pel·lícula de climes inquietants que reflexiona sobre els límits entre l'amor romàntic i l'amor tòxic». En una ressenya pel diari La Nación, Alejandro Lingenti calificó a la película como «regular», va qualificar a la pel·lícula com «regular», escrivint que el film presenta «escenes inconnexes que confonen i fins i tot provoca l'ingrés del film en el terreny de la comèdia involuntària».
D'altra banda, Francisco Mendes Moas del portal d'internet Cine argentino hoy va elogiar el treball de Gala com «una gran interpretació» i que el desenvolupament de la pel·lícula «aconsegueix estarrufar els pèls del cos i remoure constantment en la butaca del cinema». Emiliano Basile d'Escribiendo cine, va rescatar que la cinta està «ple de matisos que li brinden un joc interessant al seu fantasmagòric plantejament» i que l'actuació de Gala és «convincent», aportant un lliurament físic i emocional, necessària per a la pel·lícula.

### Premis i nominacions
| Llista de premis i nominacions | Llista de premis i nominacions                  | Llista de premis i nominacions | Llista de premis i nominacions    | Llista de premis i nominacions | Llista de premis i nominacions |
| Any                            | Organització                                    | Categoria                      | Nominat/a(s)                      | Resultat                       | Ref(s)                         |
| ------------------------------ | ----------------------------------------------- | ------------------------------ | --------------------------------- | ------------------------------ | ------------------------------ |
| 2022                           | Festival Internacional de Cinema de Port Madryn | Millor actriu                  | Sofía Gala Castiglione            | Guanyador                      | [ 10 ]                         |
| 2022                           | Festival Internacional de Cinema de Port Madryn | Millor actriu                  | Nieves Villalba                   | Guanyador                      | [ 10 ]                         |
| 2022                           | Festival Internacional de Cinema de Port Madryn | Millor directora               | Lucía Vassallo                    | Guanyador                      | [ 10 ]                         |
| 2023                           | Premis Cóndor de Plata                          | Millor actriu                  | Sofía Gala Castiglione            | Nominat                        | [ 11 ]                         |
| 2023                           | Premis Sur                                      | Millor opera prima             | Cadáver exquisito                 | Nominat                        | [ 12 ]                         |
| 2023                           | Premis Sur                                      | Millor actriu                  | Sofía Gala Castiglione            | Nominat                        | [ 12 ]                         |
| 2023                           | Premis Sur                                      | Millor actor de repartiment    | Rafael Spregelburd                | Nominat                        | [ 12 ]                         |
| 2023                           | Premis Sur                                      | Millor guió original           | Sebastián Cortés i Lucía Vassallo | Nominat                        | [ 12 ]                         |